# Elena Sotgiu
Elena Sotgiu (18 juli 1995) is een Belgisch hockeyspeelster. 

## Levensloop
Sotgiu was aangesloten bij Royal Herakles, in 2018 maakte ze de overstap naar Braxgata.
Daarnaast is ze actief bij het Belgisch hockeyteam. In deze hoedanigheid nam ze onder meer deel aan de wereldkampioenschappen van 2014, 2018 en 2022. Haar eerste spelminuten op een WK kreeg ze evenwel pas in 2022. Daarnaast nam ze deel aan de Europese kampioenschappen van 2017 en 2021. Op het EK van 2017 behaalde ze zilver en in 2021 brons met de nationale ploeg.